# Stara Biała
Stara Biała  ist ein Dorf und Sitz der gleichnamigen Gemeinde im Powiat Płocki der Woiwodschaft Masowien, Polen.

## Gemeinde
Zur Landgemeinde Stara Biała gehören 24 Ortschaften mit einem Schulzenamt:
Biała
Bronowo Kmiece
Bronowo-Zalesie
Brwilno
Dziarnowo
Kamionki
Kobierniki
Kowalewko
Kruszczewo
Mańkowo
Maszewo (dt.: Schröttersdorf)
Maszewo Duże
Miłodróż
Nowa Biała
Nowe Draganie
Nowe Proboszczewice
Nowe Trzepowo
Srebrna
Stara Biała
Stare Proboszczewice
Wyszyna
Weitere Orte der Gemeinde sind Ludwikowo, Nowe Bronowo, Ogorzelice, Stare Draganie, Trzebuń, Ulaszewo und Włoczewo.